# پجیم
پَجیم، روستایی است از توابع بخش یانه‌سر شهرستان بهشهر در استان مازندران ایران.

## جمعیت
این روستا در دهستان عشرستاق قرار دارد و براساس سرشماری مرکز آمار ایران در سال ۱۳۸۵، جمعیت آن ۳۹۹ نفر (۹۳خانوار) بوده‌است. مردم پجیم از قومیت طبری هستند. مردم پجیم به زبان طبری (مازندرانی) سخن می‌گویند.